# Francis Kasonde
Francis Kasonde (Kitwe, 28 dicembre 1979) è un ex calciatore zambiano, di ruolo difensore.

## Palmarès

### Club

#### Competizioni nazionali
- Campionato di calcio della Repubblica Democratica del Congo: 3

TP Mazembe: 2011, 2013, 2014
- Supercoppa del Congo: 2

TP Mazembe: 2013, 2014

#### Competizioni internazionali
- CAF Super Cup: 1

TP Mazembe: 2011

### Nazionale
- Coppa d'Africa: 1

2012